# Kunstforeningen
Kunstforeningen Gl. Strand blev stiftet i 1825 til varetagelse af kunstens tarv ved udstillinger, foredrag, anskaffelse af kunstværker til fordeling blandt medlemmerne, offentlige kunstudstillinger for betaling, understøttelse til kunstforetagender samt udgivelse af skrifter om kunst. Dens bestyrelse skal bestå både af kunstnere (3) og ikke-kunstnere; den årlige fordeling af kunstværker foregår ved udtrækning af numre, der, i følgeorden, giver adgang til valg blandt kunstindkøbet. Medlemstallet var i 1921 ca. 1700.

## Historie
Det var dog kun en "foreløbig Kunstforening", der stiftedes 1825 på initiativ af overkrigskommissær Fick i forbindelse med professorerne Lund, C.W. Eckersberg, Gustav Friederich Hetsch, landskabsmaler Jens Peter Møller, Høyen og Just Mathias Thiele, og først 1827 konstituerede Kunstforeningen trådte i nærmere rapport til det store publikum. I dens første år omfattede dens virke så godt som alle de mangeartede punkter på dens program, dog at det initiativgivende og ledende i dansk kunstudvikling, sikkert ikke mindst gennem Høyens indflydelse, sattes som hovedsagen (derfor bestilte man fuldt så meget, som man indkøbte færdige billeder, og benyttede meget præmieæskning), mens hensynet til medlemmernes forsyning med kunstgenstande stilledes i baggrunden, og de offentlige udstillinger kun optrådte som isolerede fænomener.
Ved en kraftig opposition 1835 kom imidlertid interessen i et rigeligt indkøb til medlemmernes behov stærkt frem, og bestillingsprincippet (man havde også tidligere gjort bestilling hos udenlandske kunstnere: Horace Vernet) blev delvis kuldkastet. Gennem præmiesystemet varetog dog Kunstforeningen fremdeles jævnlig almene opgaver ud over snævre medlemshensyn; eksempelvis skyldes således Kunstforeningen – konkurrencen med Høyens Selskab for nordisk Kunst (1847—71) har vel også af og til været tilskyndende — anbringelsen af Adam Müllers Luther-billede i Helligåndskirken, af gravrelieffet over Eckersberg på Garnisons Kirkegård, gengivelsen af Freunds Ragnaroksfrise ved Olrik, udsmykningen af Frederiksborg Slot med figurer og basrelieffer, og 1860 vovede Kunstforeningen sig ud med et (ret kort afvist) forslag til kultusministeriet om en bedre ordning af galleriet og dets kunstindkøb.
Ved bestemmelsen om, at de kunstnere, der leverede arbejder til Kunstforeningen, samtidig skulle give en tegning eller lignende af disse i tilgift, har Kunstforeningen i tidens løb erhvervet sig en stor håndtegningssamling. Mens man tidligere gerne årlig gav medlemmerne et medlemsblad i form af raderinger, kobberstik eller lignende (1836—38 udgaves Dansk Kunstblad, successive redigeret af Christian Winther og Frederik Christian Hillerup), har Kunstforeningen i senere tid omsendt rigt illustrerede og velskrevne monografier over danske kunstnere (Christen Købke, J.Th. Lundbye, Eckersberg, Constantin Hansen og Wilhelm Marstrand med videre). Dette står i forbindelse med de udmærkede retrospektive udstillinger, som man især i de senere åringer (den første offentlige udstilling 1828 omfattede 117 arbejder af Jens Juel, blandt andet i 1859 en udstilling af Adam Müllers kunst og i 1876 af Skovgaards kunst) har tilvejebragt over betydeligere danske kunstneres produktion og ledsaget med omhyggelig udarbejdede kataloger; her skål også nævnes, ved siden af de ugentlige mindre, ajour-holdende udstillinger, større, interessante udstillinger over moderne svensk kunst og gl kunst i dansk eje.
I 1829 havde Kunstforeningen 71 medlemmer, 1835 ca. 1100, et tal, som synker nogenlunde jævnt, til det omtrent ved århundredets midte er under 900 (tal, der delvis afspejler den ret skarpe strid, som ofte har stået om Kunstforeningens ledelse); i begyndelsen af 1860’erne mønstrede Kunstforeningen ca. 1700 medlemmer; efter tilbagegang var tallet fra begyndelsen af 1890’erne atter nået op til over de 1700. I Kunstforeningens allerførste dage holdtes de ugentlige møder i Hotel du Nord, fra 1826 i Den Danske Frimurerorden, senere i Efterslægtselskabets Forsamlingssal, mens udstillingen af de indkøbte billeder en tid fandt sted i en sal i Råd- og Domhuset; 1834—54 logerede Kunstforeningen i Nr 13 på Østergade; efter mange omskiftelser (Vajsenhuset m. m.) havnede den 1871 i det classenske fideikommis’ biblioteksbygning i Bredgade, som den i 1888 ombyttede med lokaler ved Frederiksholms Kanal.
Siden 1952 har Kunstforeningen GL STRAND holdt til på adressen Gl. Strand 48, tegnet af Philip de Lange i 1750-1751.